# ليون تروتسكي
ليون تروتسكي (الروسية: Лев Давидович Троцкий) (اسمه الحقيقي ليف دافيدوفيتش برونشتاين) (25 أكتوبر 1879 - 21 أغسطس 1940) هو ماركسي بارز وأحد زعماء ثورة أكتوبر في روسيا عام 1917 إضافة إلى الحركة الشيوعية العالمية في النصف الأول للقرن الماضي ومؤسس المذهب التروتسكي الشيوعي بصفته إحدى فصائل الشيوعية الذي يدعو إلى الثورة العالمية الدائمة، وتسلم بعدها مفوضية الحرب، وهو أيضاً مؤسس الجيش الأحمر، وقوى من خلالها كيان الجيش الأحمر، كما أنه عضو المكتب السياسي في الحزب البلشفي إبان حكم لينين، كان له الأثر الفعال في القضاء على أعداء الثورة، عينه لينين مفوض العلاقات الخارجية عندما أسس حكومته البلشفية الأولى عام 1917، حيث يعتبره أفضل العقول في الحزب الشيوعي، وأقدر من لينين في بعض الأمور، فعملا جيداً مع بعضهما، وأعتقد أغلب الشعب الروسي أن تروتسكي سوف يخلف لينين في رئاسة الحزب ولكن ستالين كان ذا سلطة قوية أيضاً فانتصر في النهاية هازماً تروتسكي.

## النشأة

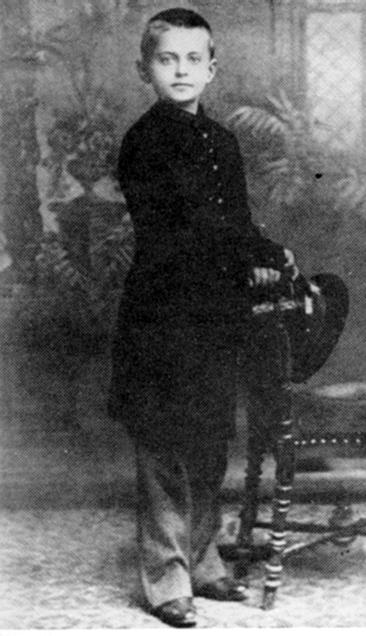
تروتسكي في السن الثامنة عام 1888.

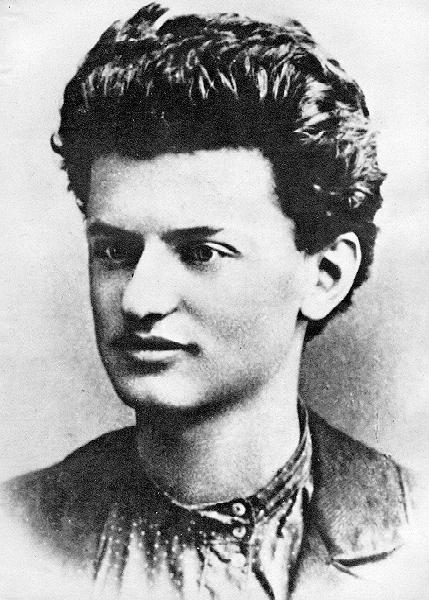
ليون تروتسكي في شبابه عام 1897.

ولد ليف برونشتاين في 25 أكتوبرعام 1879 في أوكرانيا بالامبراطورية الروسية في عائلة يهودية من والدين يهوديين من أصحاب العقارات. واجاد ليون في طفولته اللغتين الروسية والأوكرانية بالإضافة إلى لهجة الإقليم الألماني الشمالي.
وأمضى السنوات التسع الأولى من حياته في مزرعة العائلة وترعرع في أيام شبابه ودراسته بالمدارس الثانوية في مدينتي «أوديسا» و«نيكولاييف» (أعوام 1889 – 1895) في عائلة ابن خاله صاحب دار النشر والطباعة.

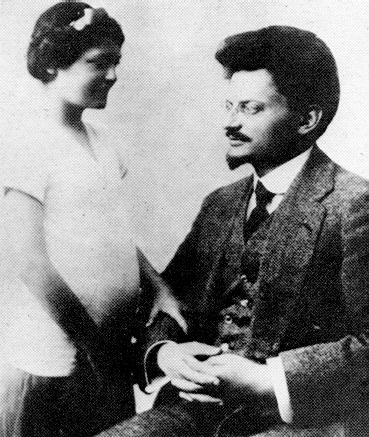
ليون تروتسكي مع ابنته نينا عام 1915.

### بداية نشاطه السياسي

ليون تروتسكي عام 1918.

في عام 1896 وقبل أن يتخرج من مدرسة «نيكولاييف» كان تروتسكي قد انضم الي إحدى الجمعيات الثورية بمدينة نيكولايف الأوكرانية والتي قامت بالدعاية للافكار الثورية بين العمال. كما شارك عام 1897 بتأسيس اتحاد العمال في جنوب روسيا. وتم اعتقاله عام 1898 بتهمة الاشتراك في قيادة عدد من التظاهرات والإضرابات العمالية وطبع الكتابات الممنوعة في «نيكولاييف». احتجز في السجن مدة سنتين ثم نفي إلى مقاطعة إركوتسك في سيبيريا لمدة أربع سنوات بدون محاكمة. تزوج في المنفى من ألكسندرا سوكولوفسكايا وولد لهما طفلتان، نينا وزينا، في سيبريا. وفي المنفى أيضا انضم تروتسكي إلى «الاتحاد الاشتراكي-الديموقراطي في سيبريا» واشتهر باسمه المستعار «آنتيد-أوتو» كمعلق سياسي ومحلل اجتماعي وناقد أدبي ، هرب من المنفى عام 1902 إلى خارج روسيا حيث سمى نفسه ب«تروتسكي» أثناء هروبه حيث كان اسم تروتسكي هو اسم حارس السجن الذي أودع فيه في سيبريا، ومنذ ذلك التاريخ، عمل تروتسكي دون كلل أو تعب، وعلى نطاق واسع، لأجل الفكرة التي أوقدها كارل ماركس.

لبى تروتسكي دعوة لينين في الذهاب إلى لندن حيث التحق بمجموعة الماركسيين التي كانت تصدر صحيفة «ايسكرا» (الشرارة) إلى جانب لينين وبليخانوف وأكسلرود وزاسوليتش ومارتوف وبتروزوف. ثم التحق بالحزب الاشتراكي الديموقراطي الروسي الذي انضم أثناء انعقاد مؤتمره الثاني الذي عقد في بروكسيل ولندن عام 1903 والذي حدث فيه الانشقاق التاريخي بين البلاشفة والمنشفيك. انضم تروتسكي إلى جناحه اليميني المنشفيك لفترة ثم انفصل عنهم واتخذ موقفا مستقلا عن كلا الجناحين. تعرف في باريس عام 1904 على «ناتاليا سيدوفا» التي أصبحت فيما بعد زوجته الثانية.

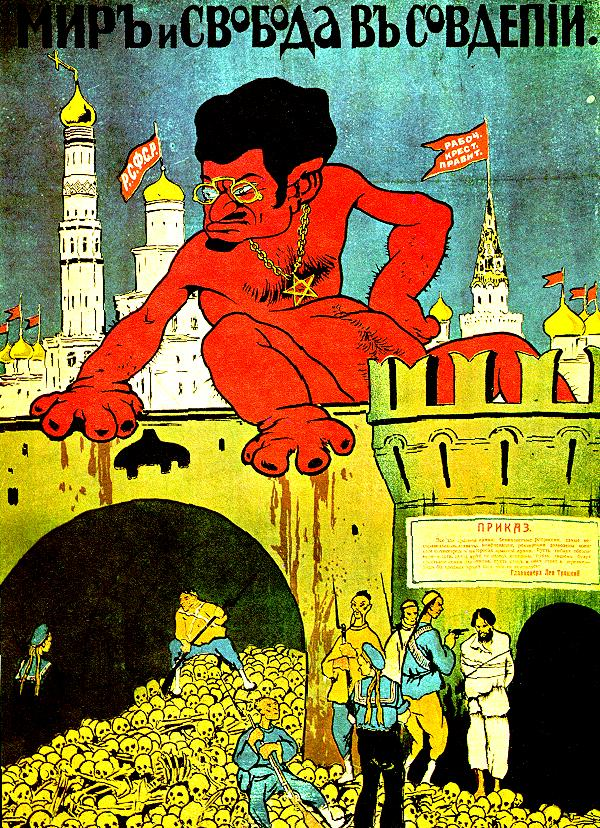
صورة دعائية ضد ليون تروتسكي قائد الجيش الأحمر.

## التوجه الثوري

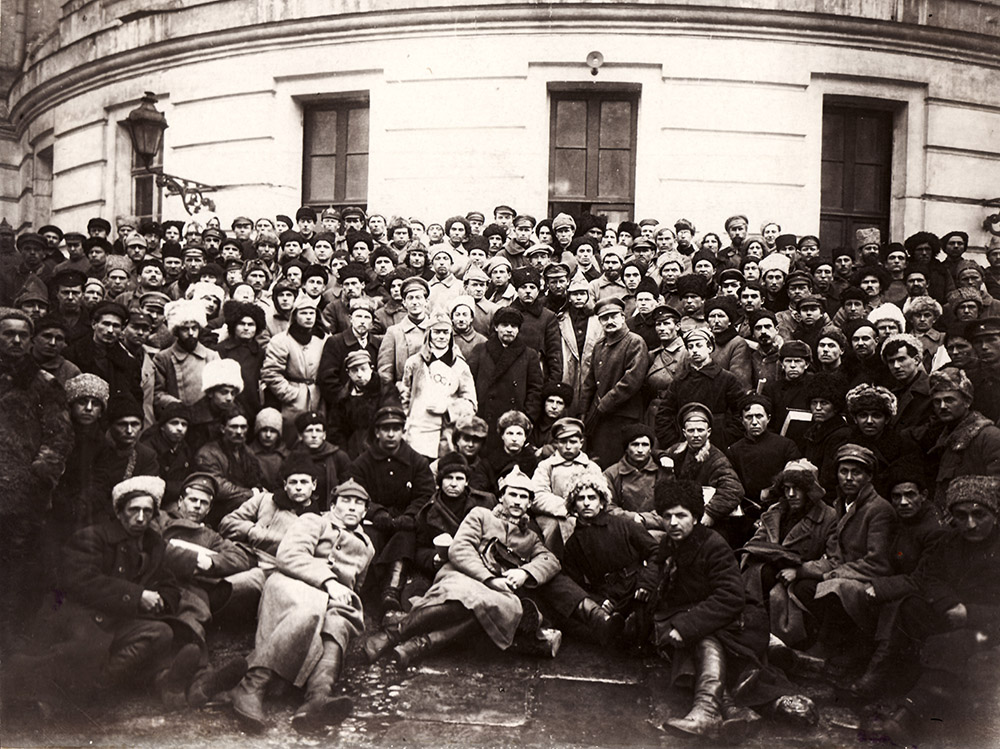
تروتسكي مع فلاديمير لينين وكليمنت فوروشيلوف مع مجموعة من الجنود في بـتروجراد عام 1921.

في عام 1905 وضع تروتسكي نظرية الثورة الدائمة التي يجب أن تتعدى حدود روسيا إلى أنحاء العالم، وتدعو إلى اشعال ثورات متتالية في بلدان مختلفة لتقوم الثورة العالمية التي صارت أساس قوّة وسلطة النخبة الشيوعية في اتحاد الجمهوريات الاشتراكية السوفيتية بعد عام 1918.
اشاد فلاديمير لينين بنشاط تروتسكي الثوري وعينه عضوا في هيئة تحرير صحيفة «اسكرا» (الشرارة) التي كانت توزع بطريقة سرية بين عمال روسيا في مدنها الكبرى.
في عام 1905 اندلعت الثورة في روسيا وعاد تروتسكي من فنلندا إلى الامبراطوريةالروسية ليترأس مجلس نواب العمال في مدينة سانت بطرسبرغ، وينتخب عضواً في اللجنة التنفيذية لمجلس السوفيت في سانت بطرسبرغ التي صار اسمها فيما بعد: (لينين غراد).
ألقي القبض على تروتسكي عام 1907 بعد فشل الثورة وأصدرت المحكمة حكمها بنفيه إلى سيبريا مدى الحياة مع تجريده من جميع حقوقه المدنية، غير أنه ما لبث أن هرب إلى أوروبا الغربية ومنذ ذلك الحين وحتى عام 1917، عندما قاد مع لينين الثورة الروسية، ظلّ تروتسكي يشكّل القوة الكامنة المنفيّة لثورة البروليتاريا العالمية.

خلال وجوده في السجن، انتهى من صياغة نظريته عن «الثورة الدائمة» في مقالة بعنوان «نتائج وتوقعات». أمضى الفترة ما بين عام 1907 و1914 مع ناتاليا سيدوفا وولديهما ليون وسيرجي في فيينا حيث أصدر مجلة برافدا (الحقيقة).
بعد اندلاع الحرب العالمية الأولى نزح تروتسكي إلى سويسرا ومنها إلى النمسا ثم إلى فرنسا حيث عمل مراسلا لصحيفة يومية كبيرة يصدرها الليبراليون في روسيا كما أصدر صحيفة «ناشيه سلوفو» وقد ظل مع لينين ومخططّي الثورة.
كان تروتسكي أحد الدعاة إلى عقد مؤتمر زيمروالد عام 1915 الذي أدان الحرب العالمية ووصفها بانها حرب «امبريالية» موجهة ضد العمال والطبقات الفقيرة في العالم كله، أدت دعوته لمعارضة الحرب ولتأسيس «الأممية الثالثة» إلى تقارب في وجهات النظر بينه وبين لينين بعد سنوات طويلة من الخلاف بينهما.
في عام 1916 قامت السلطات الفرنسية بتهجير تروتسكي إلى إسبانيا لاتخاذه الموقف الموالي لألمانيا على حد وصفها. ثم انتقل إلى الولايات المتحدة الأمريكية.
منذ ما قبل عام 1905، وخلال مناقشات حول سياسة التحالفات، وضع تروتسكي الإطار لنظرية «الثورة الدائمة»، التي تعتبر واحدة من ألمع المساهمات في النظرية الماركسية. ماذا تعني هذه النظرية؟
كانت الثورة الروسية بالنسبة للمناشفة ذات طبيعة ديمقراطية برجوازية. وبالتالي فإنه لا ينبغي للطبقة العاملة أن تطمح إلى السلطة، بل عليها فقط دعم البرجوازية الليبرالية ضد النظام القيصري. وبموجب هذا المنطق الميكانيكي كان المناشفة يشوهون أفكار ماركس عن تطور المجتمعات. كانت نظرية المناشفة «للثورة عبر مراحل» تؤجل احتمال حدوث ثورة اشتراكية إلى المستقبل البعيد. وفي انتظار ذلك، ينبغي على الطبقة العاملة أن تلعب فقط دور التابع للبرجوازية الليبرالية. هذه النظرية الإصلاحية نفسها هي التي ستتسبب لاحقا في هزائم للطبقة العاملة في الصين سنة 1927، وإسبانيا ما بين 1936-1939، وإندونيسيا سنة 1965 والتشيلي سنة 1973.
رد تروتسكي على هذه الأفكار على النحو التالي: «إذا كان الأمر يتعلق فعلا بثورة برجوازية ديمقراطية، فإن القضية الرئيسية فيها هي الأرض. ستنتقل السلطة إلى أيدي الطبقة التي ستقود الفلاحين ضد القيصرية. إلا أن البرجوازية وصلت متأخرة جدا مما يجعلها عاجزة عن لعب دور ثوري. وقد احتلت البروليتاريا الميدان الرئيسي. إن النضال الثوري ضد النظام القيصري سوف يؤدي إلى تعبئة الطبقة العاملة، التي لن تتوقف عند الحدود المفروضة من طرف من يسمون بالليبراليين البورجوازيين. لهذا السبب سوف يخون الليبراليون الثورة ويدعمون القيصر ضد العمال والفلاحين. وبالإضافة إلى ذلك، فإن البرجوازية في روسيا مرتبطة بآلاف الخيوط إلى كبار ملاكي الأراضي من خلال النظام البنكي. وحدها الطبقة العاملة، في ظل تنظيم وقيادة الماركسيين، من يمكنها قيادة الفلاحين نحو النصر، وإسقاط الدولة القيصرية وإنجاز مهام الثورة الديمقراطية البرجوازية. لكن الأمور لن تنتهي عند ذلك الحد. حيث ستجد حكومة العمال والفلاحين نفسها مجبرة على تطبيق تدابير اشتراكية منذ اليوم الأول لتوليها السلطة. إن المهمة التي يجب على الطبقة العاملة أن تحضر نفسها لها هي الاستيلاء على السلطة.»
في عام 1905، كان تروتسكي وحده من يدافع عن فكرة إمكانية انتصار الثورة الاشتراكية في روسيا، قبل انتصارها في أوروبا الغربية. وكان لينين لم يوضح موقفه بعد. إلا انه بشكل عام، كانت وجهة نظر تروتسكي قريبة جدا من وجهة نظر البلاشفة، كما اعترف بذلك لينين لاحقا. لكن في عام 1905، اثبت تروتسكي كونه الوحيد الذي أكد بجرأة ووضوح الحاجة إلى ثورة اشتراكية في روسيا. وبعد اثني عشر عاما، أثبت التاريخ أنه كان على حق. لن نتطرق هنا بالتفصيل إلى ثورة 1905. إن أحد أفضل الكتب التي ألفت في هذا الموضوع هو كتاب تروتسكي: 1905. ومما يزيد من أهمية هذا الكتاب الماركسي الكلاسيكي كونه كتب من قبل أحد القادة الرئيسيين لهذه الثورة. لقد كان تروتسكي في الواقع رئيس مجلس سوفيت سان بطرسبرغ. وبعد هزيمة الثورة اعتقل إلى جانب أعضاء آخرين في السوفيت وتم ترحيلهم مرة أخرى إلى سيبيريا، التي فر منها - للمرة الثانية - سنة 1906.

## خلال الثورة الروسية 1917
بعد قيام ثورة فبراير عام 1917 في روسيا قرر تروتسكي العودة إلى الوطن. لكن السلطات العسكرية البريطانية اشتبهت في كونه سياسيا قد يؤثر سلبا على تطور الأحداث في روسيا. لذلك احتجزته وارسلته إلى سفينة احتجز فيها البحارة التجاريون الألمان. إلا أن الحكومة المؤقتة وجهت برقية إلى السلطة البريطانية بطلب الإفراج عنه باعتباره مناضلا ضد القيصر. فاطلق سراحه، وعاد تروتسكي إلى روسيا في 4 مايو/آيار عام 1917 وأصبح يتخذ موقفا معاديا للحكومة المؤقتة فاعتقلته الحكومة واتهمته بالتجسس لصالح ألمانيا، شأنه شأن لينين وأنصاره الذين اضطروا إلى الاختفاء وممارسة النشاط السري طول صيف عام 1917.
شهد المؤتمر السادس للحزب الاشتراكي الديموقراطي الروسي (الحزب البلشفي) الذي عقد في شهر يوليو/تموز عام 1917 التوحيد بين انصار لينين وأنصار تروتسكي الذي ما زال سجينا في سجن سانت بطرسبرغ بتهمة التجسس. وتم انتخاب تروتسكي عضوا في اللجنة المركزية للحزب البلشفي. وبعد فشل محاولة الانقلاب برئاسة الجنرال كورنيلوف تم الإفراج عن تروتسكي بكفالة. وفي 20 سبتمبر/ايلول تم انتخابه رئيسا لمجلس نواب العمال والجنود في سانت بطرسبرغ الذي لعب دورا رئيسيا في الانقلاب على حكومة كيرينسكي.
بعد قيام ثورة أكتوبر في روسيا وتولي البلاشفة السلطة في سانت بطرسبرغ شغل تروتسكي منصب وزير الحربية ورئيس المجلس العسكري الثوري في جمهورية روسيا الاتحادية الاشتراكية السوفيتية. واتخذ تروتسكي خطوات رامية إلى استعادة القدرة القتالية للجيش الأحمر الذي انهار إثر توقيع اتفاقية السلام الانفصالية مع ألمانيا.
لقد بنى تروتسكي الجيش الأحمر من وحدة قوامها 15 ألف جندي، فأصبح تعداد الجيش الأحمر مليون مقاتل خلال الحرب الأهلية التي تلت قيام الثورة.
كان تروتسكي منظرا رئيسيا لسياسة الإرهاب الأحمر  التي رأها بمثابة اداة أساسية لقمع طبقة محكوم عليها بالموت على حد تعبيره. ومارس تروتسكي مبادئ الصراع الطبقي على كافة الاصعدة.

## العزل

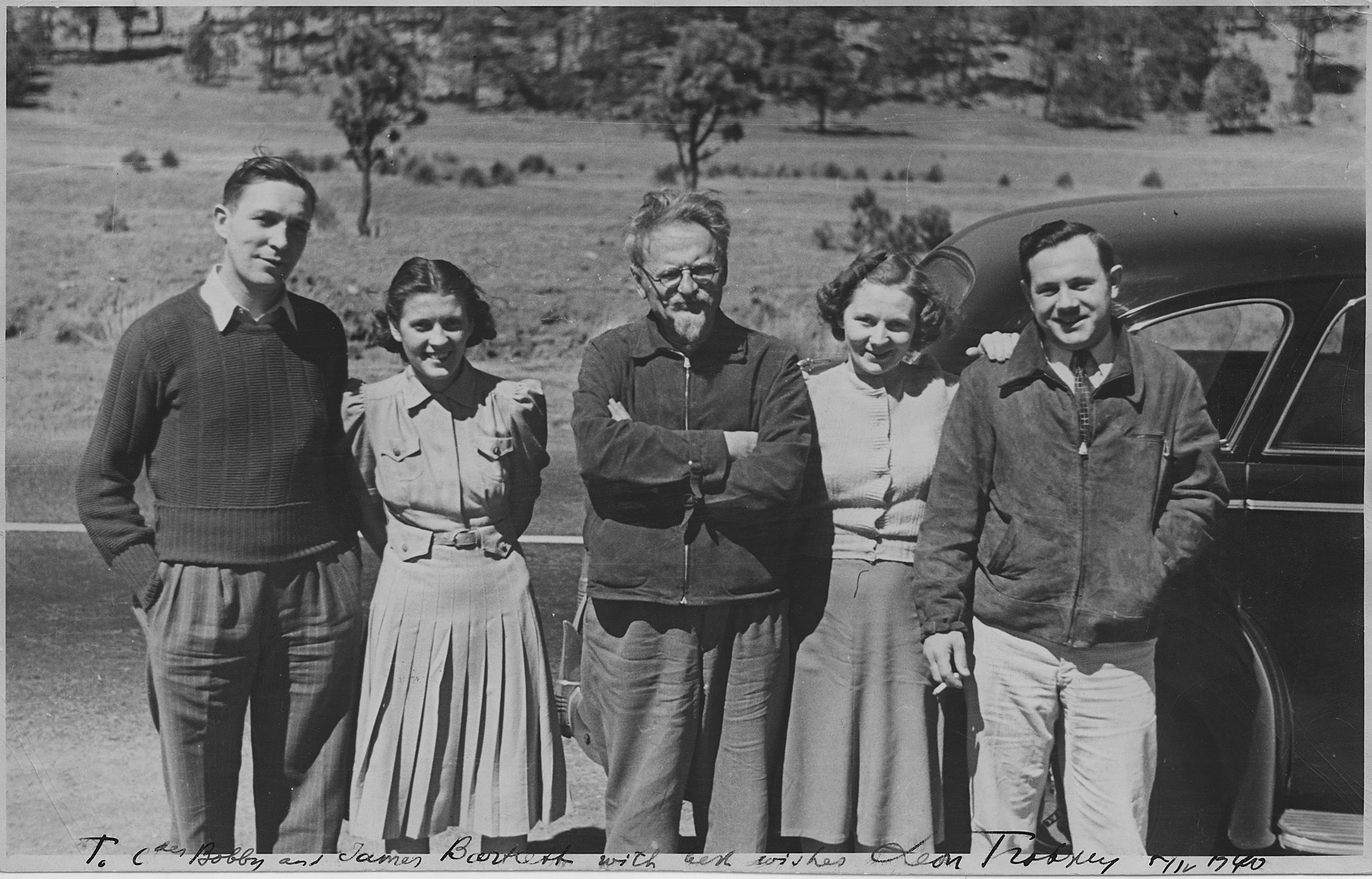
ليون تروتسكي مع مجموعة من الطلبة الأمريكيين في المكسيك قبل مقتله سنة 1940م.

كان تروتسكي يسعى دوماً إلى تولي زمام السلطة في الحزب والدولة. لكن لينين الذي حظي في مرحلة الثورة والحرب الاهلية بشعبية أكبر منه حال دون وقوع ذلك. بدأ التصادم مع ستالين، ونشأ أول جدال حول نقابات العمّال، فقد أراد تروتسكي جعلها تحت سلطة الدولة، ولم يرغب ستالين في ذلك.
إلا أنه بعد موت لينين عام 1924م لم يحضر تروتسكي الجنازة لعدم تواجده في المدينة وقتها، فيما أعلن ستالين نفسه خليفة للزعيم واتهم تروتسكي بقلة الاحترام للينين، فاحتدم الصراع من أجل السلطة بينه وبين ستالين الذي تمكن من التحالف مع زينوفييف وكامنييف وبوخارين وغيرهم بل وتمكن أيضاً من عزل انصار تروتسكي في الحزب واشعال خلافات بينه من جهة وانصاره من جهة أخرى. وفي عام 1926م تم اعفاء تروتسكي عن العضوية في المكتب السياسي في الحزب البلشفي بتهمة النشاط المعادي للحزب. ونفيه من الحزب الشيوعي من قبل ستالين.

## تروتسكي خارج الاتحاد السوفيتي
تم تهجيره عام 1929م، خارج الاتحاد السوفيتي إلى مدينة آلما آتا في آسيا الوسطى، ثم إلى تركيا. أما أنصاره في الحزب الذين اعترفوا بأخطائهم مثل زينوفيف وكامينيف وراديك وانتونوف اوفسينكو وغيرهم تم اعدامهم كلهم على يد ستالين في ثلاثينات القرن الماضي. وفي عام 1932م تم نزع جنسية الأتحاد السوفيتي عن تروتسكي، فانتقل إلى فرنسا ثم إلى الدنمارك والنرويج عام 1935م. ثم اعتقلته الحكومة النرويجية وصادرت مؤلفاته كلها خشية لتأثيره السلبي على الوضع الداخلي في البلاد. واضطر إلى مغادرة البلاد خوفاً من تسليمه إلى الحكومة السوفيتية. وفي عام 1936 هاجر تروتسكي إلى المكسيك حيث أقام في منزل الفنان ديوغو ريفيرا. 

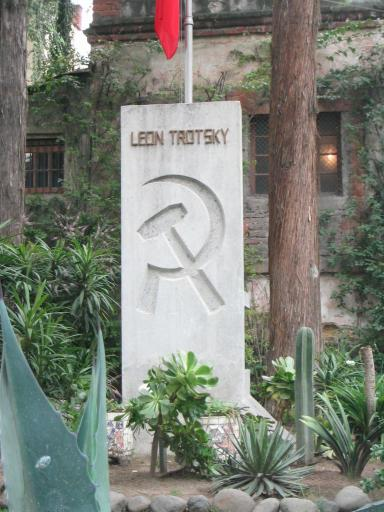
قبر ليون تروتسكي في مدينة مكسيكو.

## أعلان قيام الأممية الرابعة
أعلن تروتسكي عام 1938م قيام الأممية الرابعة  (المنظمة تضم الأحزاب التروتسكية في العالم كله) التي لا تزال قائمة لحد الآن. ويحظى نشطاءها بنوع من الشعبية في بعض الدوائر الشبابية لبعض دول العالم وخاصة في أمريكا اللاتينية. وتجدر الإشارة إلى دور لعبه التروتسكيون في الاضطرابات الطلابية عام 1968م في باريس.

## كتاباته
واصل كتابة بياناته ومنشوراته المعادية للستالينية الدكتاتورية، مما هيّج الطلاب والعمال السوفيت ضد ستالين . لقد كانت كتاباته قاسية، وعن ذلك يقول جورج برنارد شو: (عندما يقطع تروتسكي رأس خصمه، لا يكتفي بذلك، بل يحمل الرأس عالياً ويعرضه على الناس قائلاً: انظروا ... لا يوجد دماغ داخله ...).

## أعمال تروتسكي الكتابية
من أعمال ليون تروتسكي:
1. 1906: نتائج وتوقعات
2. 1911: لماذا يعارض الماركسيون الإرهاب الفردي ؟
3. 1921: دروس من كومونة باريس
4. 1924: دروس ثورة أكتوبر
5. 1928: الأممية الثالثة بعد لينين
6. 1928: الثورة الدائمة
7. 1930: حياتي
8. 1932: دفاعا عن الثورة الروسية
9. 1932: تاريخ الثورة الروسية
10. 1934: ملاحظات حول جريدة «ثورة»
11. 1934: الوسطية والاممية الرابعة
12. 1935: لكسمبرج والأممية الرابعة
13. 1936: الثورة المغدورة
14. 1937: تسعون سنة من البيان الشيوعي
15. 1937: المركزية الديمقراطية
16. 1938: الصناعة المؤممة والإدارة العمالية
17. 1939: مبادئ الدياليكتيك المادي
18. 1940: النقابات في عصر الانحطاط الإمبريالي
19. 1940: ثلاثة مفاهيم للثورة
20. 1940: الطبقة والحزب والقيادة

## اغتياله

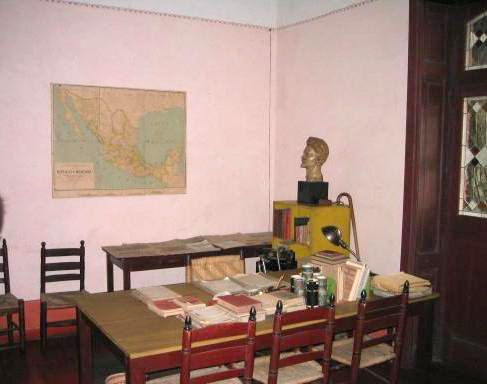
مكتب تروتسكي الذي تعرض إلى الهجوم.

اقيم في عام 1937م في الأتحاد السوفيتي المحاكمة على تروتسكي التي أصدرت بحقه حكم الإعدام الغيابي، ووجّه إليه تهمة الخيانة العظمى .

تعرض تروتسكي في مايو عام 1940م لمحاولة الاغتيال الفاشلة  التي ترأسها المكسيكي سيكيروس الستاليني والفنان المعروف. في أغسطس عام 1940م .

صعّد ستالين جهوده لإزالة هذه الشوكة التي تؤذي خاصرته، وتمكن رجاله عام 1938م من التسلل إلى مشفى باريس، حيث كان ابن تروتسكي ليون يرقد مريضاً هناك، وخطفوه ثم قتلوه باسم الثورة.

وفي صباح 24 من شهر مايو أيار سنة 1940م، اندفع عشرون رجلاً - متخفّين بملابس رجال الشرطة المكسيكية - داخل منزل تروتسكي في مدينة مكسيكو سيتي، وزرعوه بالديناميت، وأمطروه بالرصاص... ولم يكن تروتسكي في المنزل.. لكنهم اقتادوا حارسه القادم من نيويورك: روبرت شيلدون.. وقد عثر على جثته ممزّقة بفعل شفرات السكاكين الستالينية .

بعد ذلك الهجوم الرهيب، تحول منزل تروتسكي إلى ما يشبه القلعة، فقد أضيف المزيد من الفولاذ إلى الأبواب والنوافذ، وحشدت الأسلحة الأوتوماتيكية حول منافذه، فيما جُنّد جيش من الحراس للمراقبة .

وكما يحدث عادة، أهمل تروتسكي حماية نفسه من أصدقائه، ففي عام 1940م، قدمت فتاة أمريكية سيلفيا آغليوف صديقها فرانك جاكسون إلى تروتسكي، وكانت قد عرفت فرانك قبل سنتين في باريس.

لقد حاز فرانك صفات محببة، فهو مستمع جيد، وطالب مجدّ، ويحسن الإطراء، وبذلك صار ضيفاً دائماً على مائدة تروتسكي، وأحد أفراد الحلقة المحبّبة لديه .

أما من حيث الهواية، فكان فرانك يمارس تسلق الجبال، ويتدرّب على استعمال الفأس أثناء التسلّق .

لم يخطر ببال أحد أن يتساءل عن مصدر دخل فرانك مع أنه ينفق الكثير دون أن تنضب أمواله .

لم تدرك سيلفيا أن فرانك كان في الحقيقة عميلاً سوفيتاً اسمه رامون ميركادير، ويحمل على عاتقه مهمة اغتيال تروتسكي بمساعدة إفريقا دي لاس إراس.

وفي يوم 20 من شهر أغسطس سنة 1940م دخل رامون منزل تروتسكي متسلّحاً بمسدس وخنجر، وحاملاً فأساً في ثنايا معطفه . ثم توجّه المتآمر إلى غرفة المكتب حيث أخفى الفأس، وبعد ذلك توجّه لمجالسة تروتسكي .

دخل رامون مع تروتسكي إلى غرفة المكتب، وفجأة سمعت زوجة تروسكي ضجة في تلك الغرفة فنادت الحراس واندفعت تفتح الباب، ويا لهول المنظر الذي شاهدته في الداخل ... فالدم يغطّي المكان بلونه الأحمر القاني . 

حسب اعترافات القاتل، فإنَّ الجريمة وقعت على هذا الشكل: 

وضعت معطفي على المنضدة كي أتمكّن من تناول الفأس في اللحظة المناسبة من جيب المعطف... لقد حملت الفأس وقد تشنّجت قبضتي، ثم أغمضت عيناي وضربته بقوة على رأسه ... وأطلق الرجل صرخة لن أنسى صداها ما حييت .. كانت صرخة طويلة طويلة .. ولا زالت تطرق رأسي ..

لم يسقط تروتسكي على الأرض، فحاول القاتل إطلاق رصاص المسدس، لكن الباب فتح ودخل اثنان من الحرّاس وانقضّا على القاتل وأوسعاه ضرباً قاسياً مؤذيا .. وفي تلك الأثناء سقط تروتسكي متهالكاً ...

نقل الرجلان إلى المشفى المركزي في مكسيكو، وقد تعافى رامون سريعاً، ومات تروتسكي في المستشفى بعد 26 ساعة متاثرا بجراحه يوم 21 اغسطس عام 1940م.

## دفنه
رغبت زوجة تروتسكي في نقل جثة زوجها إلى الولايات المتحدة الأمريكية لدفنه هناك، لكن وزارة الخارجية الأمريكية أصدرت بياناً يحظر دخول تروتسكي - حياً أو ميتاً - إلى الولايات المتحدة الأمريكية ... وهكذا دفن تروتسكي يوم 27 من شهر أغسطس عام 1940م في مدينة مكسيكو سيتي.

## محاكمة قاتل تروتسكي
ألقي القبض على سيلفيا آغيلوف وقدمت للمحاكمة إلى جانب رامون في المكسيك.

استمرت المحاكمة شهوراً ... بل سنوات .

وقد أسقطت التهم عن الفتاة وأطلق سراحها، فقد وجدت المحكمة أنها كانت مخدوعة بذلك الرجل، وحقيقة هوّيته وأهدافه.

وفي عام 1943م، أصدرت المحكمة قراراً بسجن رامون عشرين سنة، وقد تبيّن أنَّ والدته (كاريداد) التي مُنحت لقب بطل: الاتحاد السوفيتي
، كانت تنتظره خارج منزل تروتسكي لتنقله بسيارتها وتساعده في الهروب .

وبعد مفاوضات طويلة بين المكسيك والاتحاد السوفيتي، أطلق سراح رامون القاتل عام 1960م، وسمح له بالمغادرة إلى تشيكوسلوفاكيا الشيوعية، حيث عاش هناك فترة، ثم أُعلن عن منحه لقب بطل الاتحاد السوفيتي .

وفي عقد السبعينيات، هاجر رامون إلى كوبا ومات في هافانا يوم 18 من شهر10 سنة 1978م .

## وصلات خارجية
- ليون تروتسكي على موقع أرشيف الشارخ.
- ليون تروتسكي على موقع IMDb (الإنجليزية)
- ليون تروتسكي على موقع الموسوعة البريطانية (الإنجليزية)
- ليون تروتسكي على موقع مونزينجر (الألمانية)
- ليون تروتسكي على موقع ميوزك برينز (الإنجليزية)
- ليون تروتسكي على موقع إن إن دي بي (الإنجليزية)
- ليون تروتسكي على موقع قاعدة بيانات الفيلم (الإنجليزية)
- أعمال وسيرة ليون تروتسكي